# Marnie (Oper)
Marnie ist eine Oper in zwei Akten von Nico Muhly (Musik) mit einem Libretto von Nicholas Wright nach dem 1961 erschienenen Roman Marnie von Winston Graham. Sie entstand im Auftrag der Metropolitan Opera New York und wurde als Koproduktion mit der English National Opera von dieser am 18. November 2017 im London Coliseum uraufgeführt.

## Handlung
Die Oper spielt in England im Jahr 1959.

### Erster Akt
Die Mitarbeiter der Buchhalterfirma Crombie and Strutt in Birmingham gehen ihrer Tätigkeit nach und unterhalten sich über ihren Alltag. Marnie Holland, eine der Angestellten, hilft dem Kunden Mark Rutland, einen Zug für seine Heimfahrt zu finden. Es ist offensichtlich, dass sie Mark gefällt. Als ihr Vorgesetzter Strutt ihr anbietet, sie nach Hause zu fahren, lehnt sie ab. Nachdem alle anderen das Büro verlassen haben, öffnet Marnie den Tresor und nimmt Geld heraus. Sie fühlt sich von Strutt belästigt, will die Stadt verlassen und überlegt sich für ihre Zukunft eine neue Identität.
Marnie gibt ihrer auf den Rollstuhl angewiesenen Mutter Geld für ein neues Haus, das sie angeblich beim Pferderennen gewonnen hat. Die Mutter leidet unter der Feuchtigkeit des alten Hauses und unter Einsamkeit. Sie wirft Marnie vor, ein unmoralisches Leben zu führen. Gelegentlich hilft ihr ein kleiner Junge. Die Nachbarin Lucy bringt Gebäck.
Strutt erfährt durch seine Angestellten von dem Diebstahl. Er schwört sich, Marnie aufzuspüren.
Nachts wird Marnie von Ängsten geplagt. Sie hört Stimmen und fürchtet eine Aufdeckung ihrer Taten.
Marnie bewirbt sich in veränderter Aufmachung unter dem Namen Maggie Hulbert bei Halcyon Printing, der Firma Rutlands. Obwohl er sie sofort erkennt, lässt er sich nichts anmerken und stellt sie ein. Es handelt sich um ein Familienunternehmen, das von Mark als Geschäftsführer und seinem Bruder, dem Frauenheld Terry, als Stellvertreter geleitet wird. Marnie erholt sich schnell von der unerwarteten Begegnung, die für sie noch einmal gut ausgegangen zu sein scheint.
Einige Zeit später hat sich Marnie in der Firma gut eingearbeitet. Terry lädt sie für den Abend zu einer Pokerrunde ein, und Mark fordert sie auf, sich für das Tanzfest der Firma einzutragen. Beiden antwortet sie ausweichend. Sie akzeptiert jedoch zwei Karten für eine Rosenmesse, zu der Mark aus Zeitgründen nicht gehen kann.
Nach der Arbeit geht Marnie mit den anderen Angestellten Rutlands in eine Kneipe. Dort trifft sie auf Derek Traynor, der sie von früher kennt, als sie noch rothaarig war und unter dem Namen Martine Kinokarten verkaufte. Marnie leugnet alles.
Marnie hat Terrys Einladung zum Pokern angenommen und trifft sich mit ihm und seinen Freunden Malcolm und Laura Fleet in seiner Wohnung. Marnie gewinnt. Nachdem die Fleets gegangen sind, versucht Terry, sie zu verführen. Als sie ihn zurückweist, wird er zudringlich, doch Marnie kann sich losreißen.
Marks und Terrys Mutter ist unzufrieden mit Marks Arbeit. Sie hält ihn für zu weichherzig und glaubt, Terry wäre ein erfolgreicherer Geschäftsführer. Wenig später trifft Marnie ein, die von Mark gebeten wurde, eine Entwurfszeichnung zu überarbeiten. Marnie spricht von ihrer Liebe zu ihrem Pferd Forio, und Mark gibt zu, dass er seit dem Tod seiner Frau unter Einsamkeit leidet. Er gesteht Marnie, dass er sich in sie verliebt hat. Marnie läuft fort.
Marnie will erneut untertauchen. Als sie wie gewohnt den Tresor der Firma öffnet, wird sie von Mark ertappt. Zur Ablenkung behauptet sie, sie hätte ihn seit ihrer ersten Begegnung geliebt, habe sich jedoch für weit unter ihm stehend gehalten. Mark stellt sie vor die Wahl: entweder sie heiratet ihn, oder er meldet sie der Polizei. Notgedrungen entscheidet sich Marnie für die Heirat, schwört insgeheim aber Rache.
Der Junge bringt Marnies Mutter die Post herein. Darunter befindet sich ein Brief von Marnie, in dem sie ankündigt, dass sie eine Weile nicht kommen könne, weil sich ihr Schicksal unerwartet gewendet habe. Da dem Brief 50 Pfund beiliegen, meint die Nachbarin Lucy, dass Marnie nicht ganz schlecht sei. Die Mutter ist nicht gut auf ihre Tochter zu sprechen, da sie ihr die Schuld am Tod ihres kleinen Bruders gibt.
Auf der Hochzeitsreise teilt Mark Marnie mit, dass er sie schon beim Bewerbungsgespräch erkannt hatte und bereits damals wusste, dass sie eine Diebin ist. Er hatte am Tresor auf sie gewartet, um sie zu zwingen, seine Frau zu werden. Da Marnie ihm jede Berührung verweigert, versucht Mark, sie mit Gewalt zu nehmen, lässt dann aber von ihr ab. Sie eilt ins Badezimmer und schneidet sich die Pulsadern auf.

### Zweiter Akt
Nach Marks Attacke beschließt Marnie, ihre Kräfte zusammenzunehmen, um sich nie wieder als Opfer fühlen zu müssen.
Marnie erzählt Mark von ihren Pokerpartnern. Die Fleets seien Spekulanten, und Terry beabsichtige, einen höheren Status in der Firma zu erlangen. Da in der letzten Zeit alle verfügbaren Aktien aufgekauft wurden, glaubt Mark, sein Bruder wolle auf diese Weise die Firma übernehmen. Marnie lehnt Sex weiterhin grundsätzlich ab. Auch seinen Vorschlag, zu einem Psychoanalytiker zu gehen, weist sie zurück. Er kann sie jedoch mit dem Versprechen umstimmen, seine nahegelegene Weide in eine Koppel für ihr Pferd umzubauen.
Die Psychoanalyse weckt in Marnie Erinnerungen an ihre Kindheit: ein Gewitter, ein fremder Soldat am Fenster und ein totes Baby – den Bruder, den sie nach der Aussage ihrer Mutter als Kind erstickt hatte.
Marnie geht mit Mark zum Sommerfest ihrer Mutter. Die anderen Gäste kommentieren ihre Erscheinung zynisch. Im Gespräch mit Terry gesteht sie, dass sie ihren Mann hasst. Terry weiß inzwischen von Marnies Hintergrund. Er warnt Marnie, dass er sie beide leicht vernichten könnte. Auch Strutt kommt mit seiner Frau. Er erkennt Marnie, doch sie versichert, dass sie sich noch nie begegnet sind. Sie will sich vorsichtshalber von Mark nach Hause bringen lassen und geht zum Auto. Unterdessen informiert Strutt Mark über die Ergebnisse seiner Nachforschungen und Marnies verschiedene frühere Identitäten und Diebstähle. Mark lädt ihn zur Klärung für den nächsten Tag zu sich ein. Nachdem Strutt gegangen ist, rät Terry seinem Bruder, selbst zur Polizei zu gehen, da er Marnies Vergangenheit nicht dauerhaft vertuschen könne. Als er sie mit einer Prostituierten vergleicht, kommt es zur Schlägerei zwischen den Brüdern. Ihre Mutter und andere Gäste eilen herbei, um sie zu trennen. Mark beschuldigt Terry, die Firma hinter ihrem Rücken übernehmen zu wollen. Daraufhin gibt die Mutter zu, dass sie selbst die Aktien aufkaufe, um die Firma von Malcolm Fleet sanieren zu lassen. Mark habe durch seine nachlässige Verwaltung die Erinnerung an seinen Vater geschändet.
Bei einem Jagdausflug teilt Mark seiner Frau mit, dass er Strutt ausbezahlt habe, ihm aber nicht traue. Während der Jagd identifiziert sich Marnie für einen Moment mit dem gehetzten Fuchs. Sie genießt den Ritt auf Forio. Das Pferd gerät jedoch in Panik und stürzt beim Sprung über eine Mauer. Mark verletzt sich beim Versuch, zu helfen. Marnie muss Forio erschießen, und Mark wird ins Krankenhaus gebracht. Terry versichert Marnie, dass er sie weiterhin verfolgen werde, doch er tue es, um sie zu retten.
Bei einem Besuch im Krankenhaus zeigt Marks Mutter Unverständnis über seine Ehe mit Marnie. Sie erzählt ihm von einem Anruf Strutts, der herausgefunden habe, dass Marnies Mutter nicht im Krieg, sondern erst vor zwei Tagen gestorben sei. Marnie habe ihn belogen.
Mark unternimmt einen weiteren Versuch, sich mit seiner Frau zu versöhnen. Sie beharrt jedoch darauf, dass er ein Gespenst liebe. Bei ihrem Aufbruch nimmt sie heimlich seine Schlüssel mit.
Marnie öffnet den Safe der Firma, bekommt aber Gewissensbisse und lässt das Geld zurück. Sie will jetzt versuchen, Mark zu lieben.
Marnie kommt zu spät zur Beerdigung ihrer Mutter. Lucy erzählt ihr, dass diese in der letzten Zeit verwirrt war. Es sei auch nicht Marnie gewesen, die damals ihren kleinen Bruder getötet hatte, sondern ihre Mutter selbst, die erst ihre Schwangerschaft vertuschen wollte und dann Marnie die Schuld gab.
Marnie versucht, ihre Schuldgefühle loszuwerden und verabschiedet sich innerlich von ihren verschiedenen Scheinidentitäten.
Terry und Mark haben nach dem Einbruch in das Büro die Polizei gerufen. Marnie gibt alles zu und muss wahrscheinlich ins Gefängnis. Mark verspricht, sie nicht im Stich zu lassen. Marnie kann für die Zukunft keine Aussage treffen, doch sie fühlt sich endlich frei.

## Gestaltung

### Orchester
Die Orchesterbesetzung der Oper enthält die folgenden Instrumente:
- Holzbläser: drei Flöten (2 auch Piccolo, 1 auch Altflöte), zwei Oboen (auch Englischhorn), drei Klarinetten (auch Es-Klarinette und Bassklarinette), zwei Fagotte (beide auch Kontrafagott)
- Blechbläser: vier Hörner, drei Trompeten (auch Piccolotrompete), zwei Posaunen, Bassposaune, Tuba
- Pauken, Schlagzeug (vier Spieler)
- Harfe
- Klavier (auch Celesta)
- Streicher

### Libretto
Muhly, Wright und der Regisseur Michael Mayer stützten sich für die Opernfassung direkt auf Grahams Roman anstelle der bekannten Verfilmung von Alfred Hitchcock, die viele Details und Nuancen unberücksichtigt ließ, Charaktere strich oder mit anderen zusammenlegte, Schauplätze veränderte und Handlungsfäden vereinfachte. Sie verlegten die Handlung zurück nach London und Buckinghamshire, um die im Roman angesprochenen Klassenprobleme besser abbilden zu können.

### Musik
Jeder Figur ist ein spezifisches Musikinstrument zugewiesen. Muhly beabsichtigte, mit seiner Musik die geheimen Intentionen der Charaktere aufzuzeigen. Beispielsweise unterstrich er die Tatsache, dass nahezu alle Charaktere die Unwahrheit sagen, durch eine Begleitung, in der jeweils unterschiedliche Instrumente um die Vorherrschaft konkurrieren. Er nannte als Beispiel, dass Marnie, wenn sie Probleme kommen sieht, beiläufig muntere Phrasen singt, während die Oboe gleichzeitig klarstellt, dass sie einen schnellen Ausweg sucht.
Die dramaturgischen Probleme der Psychoanalyse-Szene löste Muhly mit Hilfe von vier „Schatten-Marnies“, die abwechselnd auf der Analyse-Couch Platz nehmen. Diese repräsentieren Marnies Ängste, ihren mehrschichtigen Charaktereigenschaften und ihre Ausweich-Mechanismen und umgeben sie im gesamten Verlauf der Oper. Ihr Gesangsstil ist analog zur Alten Musik durch nur geringes Vibrato gekennzeichnet. Muhly beabsichtigte einen Effekt, als wäre Marnies innerer Monolog eine verzerrte Aufnahme der Tallis Scholars von einem einzigen Akkord einer vergessenen Motette der Tudor-Zeit.
Die Fuchsjagd stellt den Höhepunkt auf Marnies emotionalem Weg dar. Sie wird aus Sicht des Gejagten geschildert, da Marnie sich selbst mit dem Fuchs identifiziert. Das Klappern der Hufe und die Geräusche der anderen Jagdteilnehmer erklingen abstrahiert wie aus der Ferne.

## Werkgeschichte
Marnie ist Nico Muhlys dritte Oper. Sie ist ein Auftragswerk der Metropolitan Opera New York. Das Libretto verfasste Nicholas Wright nach dem 1961 erschienenen Roman Marnie von Winston Graham, der besonders durch Alfred Hitchcocks Verfilmung von 1964 (Marnie) bekannt wurde. Muhly begann ungefähr vier Jahre vor der Uraufführung mit der Komposition. Er und Wright feilten noch bis kurz vor der Londoner Uraufführung an Details und strichen im letzten Moment eine ganze Szene, die sie vor der Wiederaufnahme in New York wieder durch eine neue kurze Szene ersetzten.
Die Uraufführung war eine Koproduktion mit der English National Opera. Sie fand am 18. November 2017 im London Coliseum statt. Die Inszenierung stammte von Michael Mayer, Bühne, Videos und Animationen von Julian Crouch und 59 Productions Ltd, die Kostüme von Arianne Phillips, das Lichtdesign von Kevin Adams und die Choreografie von Lynne Page. Es dirigierte Martyn Brabbins. Die Solisten waren Sasha Cooke (Marnie), Daniel Okulitch (Mark Rutland), James Laing (Terry Rutland), Alasdair Elliott (Mr. Strutt), Kathleen Wilkinson (Marnies Mutter), Ella Kirkpatick (Marnies Mutter im Jahr 1940), Lesley Garrett (Mrs. Rutland), Darren Jeffery (Dr. Roman), Eleanor Dennis (Laura Fleet), Matthew Durkan (Malcolm Fleet), Alexa Mason (Dawn), Susanna Tudor-Thomas (Miss Fedder), Diana Montague (Lucy), William Brady (kleiner Junge) und David Newman (Derek) sowie Charlotte Beamont, Katie Coventry, Emma Kerr und Katie Stevenson als Alter Egos von Marie.
Die Premiere an der Metropolitan Opera gab es am 10. November 2018. Hier dirigierte Robert Spano. Die Sänger waren Isabel Leonard (Marnie), Christopher Maltman (Mark Rutland), Iestyn Davies (Terry Rutland), Anthony Dean Griffey (Mr. Strutt), Denyce Graves (Marnies Mutter), Janis Kelly (Mrs. Rutland), James Courtney (Dr. Roman), Ashley Emerson (Laura Fleet), Will Liverman (Malcolm Fleet), Stacey Tappan (Dawn), Marie Te Hapuku (Miss Fedder), Jane Bunnell (Lucy), Gabriel Gurevich (kleiner Junge) und Ian Koziara (Derek). Im Doppelgängerinnen-Quartett sangen Deanna Breiwick, Dísella Lárusdóttir, Rebecca Ringle Kamarei und Peabody Southwell. Tippi Hedren, die Hauptdarstellerin von Hitchcocks Verfilmung, befand sich im Publikum und verbeugte sich abschließend mit den Ausführenden.
Die Rezensentin der Opernwelt empfand das Werk als „unanstrengende Abendunterhaltung, die das Publikum spürbar zu schätzen weiß“. Die Partitur sei „leicht verdaulich, mitunter etwas süßlich“. Der Rezensent von Bachtrack lobte die hervorragende Besetzung, Bühne, Kostüme und Inszenierung. Die Fuchsjagd-Szene fand er visuell, dramatisch und musikalisch beeindruckend. Trotz aller Meriten der Produktion vermisste er aber ein musikalisches Profil und verglich den Abend mit dem Ansehen einer Wiederholung einer Law & Order-Episode. Der Rezensent der New York Times verwies auf Claude Debussys Pelléas et Mélisande und Leoš Janáčeks Die Sache Makropulos, deren weibliche Hauptfiguren einen ähnlich vielschichtigen Charakter besitzen. Er zeigte sich enttäuscht, dass Marnie nie wirklich theatralisch ins Leben finde. Die Musik schien ihm eher dekorativ statt wesentlicher Bestandteil der Handlung zu sein. Hauptproblem sei (wie in Muhlys Vorgängeroper Two Boys), dass die Atmosphäre über das Drama herrsche. Die Klangwelt sei so übermäßig poliert und unveränderlich, dass sich die Ruhelosigkeit seines Musikstils paradoxerweise statisch anfühle. Das von Muhly genannte Beispiel, in dem die Oboe die wahren Gefühle Marnies offenbare, sei für den Zuhörer kaum wahrnehmbar. Der Rezensent von Opera News war gleichfalls beeindruckt von der erstklassigen Produktion, doch auch ihm fehlte trotz aller Tugenden ein dramatisches Abheben („dramaturgical lift-off“). Der Rezensent des Observer zeigte sich von den vielen Nebenpersonen und Handlungsdetails etwas überfordert. Die Musik kritisierte er als eine glänzende, doch irrelevante Klanglandschaft, die nicht zu einer dramatischen Handlung passe.
Die deutsche Premiere war am 14. Januar 2023 im Theater Freiburg unter der musikalischen Leitung von André de Ridder. Regie führte Peter Carp. Die Bühne stammte von Kaspar Zwimpfer, die Kostüme von Su Bühler und das Lichtdesign von Diego Leetz. Die Titelrolle sang Inga Schäfer.

## Aufnahmen
- 10. November 2018 – Robert Spano (Dirigent), Michael Mayer (Inszenierung), Julian Crouch (Bühne), Arianne Phillips (Kostüme), Kevin Adams (Lichtdesign), Lynne Page (Choreografie), Orchester und Chor der Metropolitan Opera New York.
 Isabel Leonard (Marnie), Christopher Maltman (Mark Rutland), Iestyn Davies (Terry Rutland), Anthony Dean Griffey (Mr. Strutt), Denyce Graves (Marnies Mutter), Janis Kelly (Mrs. Rutland), James Courtney (Dr. Roman), Ashley Emerson (Laura Fleet), Will Liverman (Malcolm Fleet), Stacey Tappan (Dawn), Marie Te Hapuku (Miss Fedder), Jane Bunnell (Lucy), Gabriel Gurevich (kleiner Junge), Ian Koziara (Derek).
 Video; live aus der Metropolitan Opera New York.
 Streaming-Angebot der Metropolitan Opera; weltweite Live-Übertragung in ausgewählte Kinos.[14][15]